# Juan Abarca
Juan René Abarca Fuentes (San Vicente de Tagua Tagua, 7 dicembre 1988) è un calciatore cileno, difensore dell'Osorno.

## Palmarès
- Campionato cileno: 2

Universidad de Chile: 2011 (A), 2011 (C)
- Coppa Sudamericana: 1

Universidad de Chile: 2011